# Réquiem (Lloyd Webber)

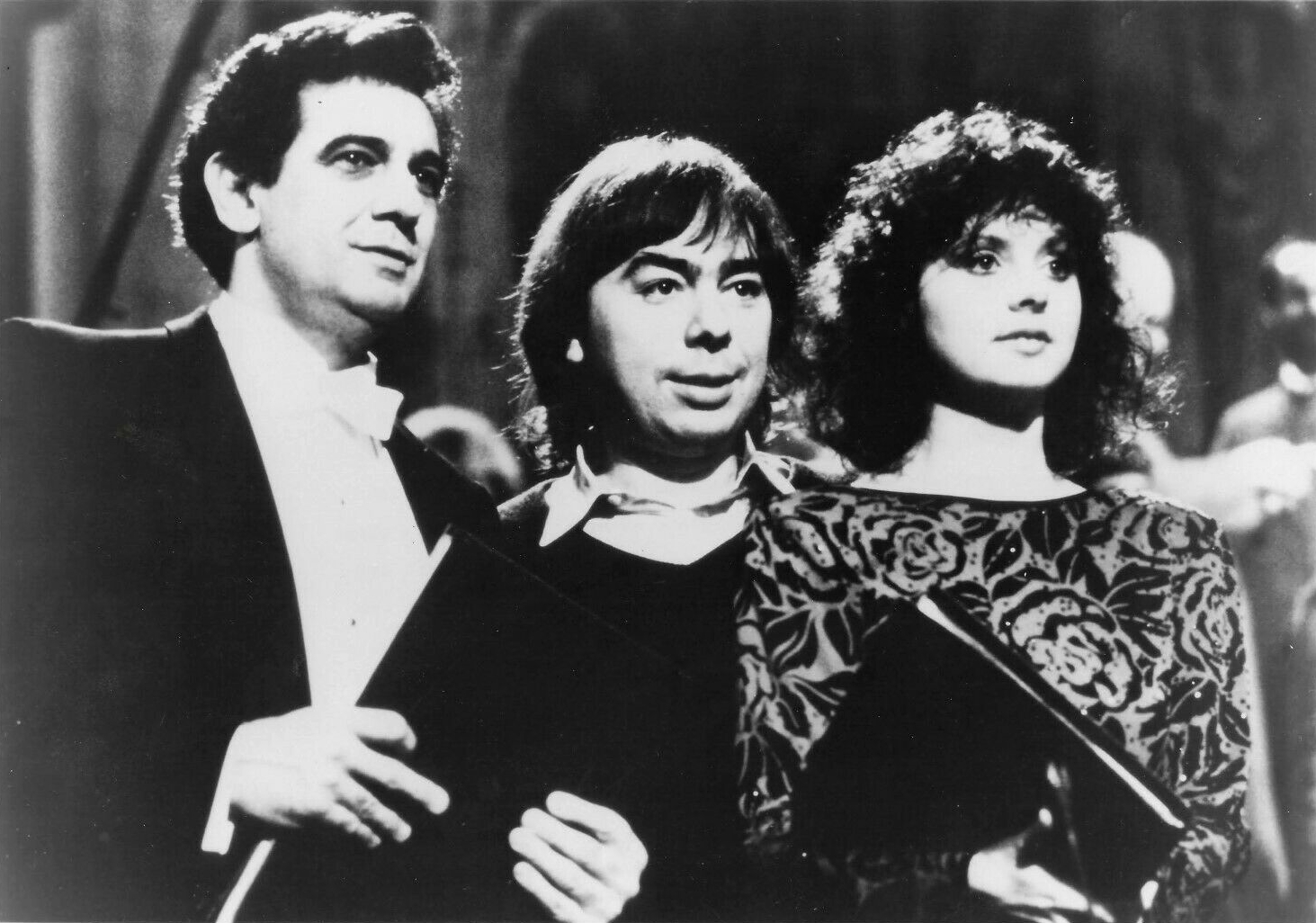
El tenor Plácido Domingo, Andrew Lloyd Webber y la soprano Sarah Brightman en el estreno mundial del Réquiem de Andrew Lloyd Webber.

Réquiem Mass para Soprano, Tenor, Treble, Orquesta y Coro, es una misa de réquiem creada por el compositor Andrew Lloyd Webber, quien se inspiró en un artículo sobre los niños que se quedaban huérfanos por la guerra. También se lo dedicó a su padre William, y fue a beneficio de la Fundación de The Holy Apostles Soup Kitchen. Vio la luz por primera vez el 24 de febrero de 1985 ante miles de invitados en la Iglesia de Saint Thomas' Episcopal New York, y después en Londres. Fue dirigida por el célebre Lorin Maazel junto a los solistas Sarah Brightman como Soprano, Plácido Domingo como Tenor, Paul Miles-Kingston como voz blanca y Thomas Drew como segunda voz blanca, James Lancelot como organista y acompañados por los coros de The Saint Thomas Choir y Winchester Cathedral Choir, así como los de la English Chamber Orchestra y The Orchestra of St. Luke's.
El espectáculo fue filmado tanto por la BBC para su programa Universal como por PBS en América, para más tarde ser transmitido en su gran serie televisiva.

## Premios
La misa ganó el premio Grammy de 1985 como mejor composición contemporánea y el álbum de Réquiem alcanzó el número uno en la lista de ventas de Estados Unidos.
La cantante y bailarina Sarah Brightman fue nominada al Grammy como "Best New Classical Artist" en 1986 (Mejor Artista Clásico Actual) por su colaboración en el Réquiem.

## Versiones del Réquiem
La primera vez que fue interpretado el Réquiem fue en 1985, con la English Chamber Orchestra y The Orchestra of St. Luke's y los coros Winchester Cathedral Choir y The Saint Thomas Choir, dirigidos por Lorin Maazel, contando como solistas con:
- Sarah Brightman (soprano)
- Plácido Domingo (tenor)
- Paul Miles-Kingston (voz blanca)
- James Lancelot (organista)

Fue interpretado también en Londres, en The Palace Theatre, 1985, con la English Chamber Orchestra  y el London Philharmonic Choir  dirigidos por David Caddick, contando como solistas, y alternándose en las fechas propuestas:
- Sarah Brightman (soprano)
- Jane Gregory (soprano)
- Justin Lavender (tenor)
- Iain Paton (tenor)
- Paul Miles-Kingston (voz blanca)
- Aled Jones (tiple)
- Anthony Abbott (organista)

También se sabe de una presentación grabada en honor a Die Weisse Rose en 1994, con el Orpheus Choir dirigido por Peter Michael Garst, con :
- Renée Sessely (soprano)
- Drew Pulver (tenor)
- Simon Rychard (voz blanca)
- Berner Musñer (organista)

Y también presentaciones en distintos lugares y países:
- de Anne Randine Øverby (directora), con:

- Gail Pearson (soprano)
- Justin Lavender (tenor)
- Kristian Sveinall Øgaard (voz blanca)

- de la Donau Sinfonie Budapest Orchestra, dirigida por Markus Oberholzer, con:

- Regula Zimmerli (soprano)
- Frieder Lang (tenor)
- Jeannine Meier (voz blanca)

- de la Hong Kong Festival Wind Orchestra, con Hong Kong Youth Choir, dirigidos por Carmen Koon y Patrick Chiu, con:

- Yuki Ip (soprano)
- Alex Tam (tenor)
- Peter Yue (organista)

## Canción popular
El movimiento más popular del Réquiem de Andrew Lloyd Webber ha sido Pie Jesu, por lo que ha sido objeto de interpretación de numerosos cantantes:
- Sarah Brightman & Paul Miles-Kingston
- Sarah Brightman
- Anna Netrebko
- Charlotte Church
- Hayley Westenra
- Sissel Kyrkjebø
- Barbara Bonney
- Choirboys
- Barbara Hendricks
- Janis Kelly
- Jackie Evancho
- Julian Lloyd Webber
- Tito Beltrán
- Christine Katzenmaier
- Gabriela Benackova
- Gerald Webster
- Peter Dubois
- Megumi Kanda
- Samuel Burkey
- Connor Burrowes
- Gregorian
- Tarja Turunen
- Moto Boy

## Publicación del Réquiem
El Réquiem fue publicado en LP, casete y VHS. Después fue remasterizado en CD. Inicialmente el LP y casete tenían divididos los movimientos en: 
- Disco:

- Cara I:

- Requiem & Kyrie (6:39)
- Dies Irae (17:14)

- Cara II:

- Offertorium (5:19)
- Hosanna (4:51)
- Pie Jesu (3:53)
- Lux Aeterna & Libera Me (7:39)

- Para el VHS fueron divididos en:

- Requiem and Kyrie
- Dies Irae
- Rex Tremendae
- Recordare
- I ngemisco and Lacrymosa
- Offertorium
- Hosanna
- Pie Jesu
- Lux Aeterna & Libera Me

- Para el CD reeditado lo fueron en:

- Requiem & Kyrie (6:39)
- Dies Irae... Rex Tremendae (6:00)
- Recordare (3:21)
- Ingemisco... Lacrymosa (7:40)
- Offertorium (5:19)
- Hosanna (4:51)
- Pie Jesu (3:53)
- Lux Aeterna & Libera me (7:29)

## Extractos del Réquiem
Como parte de la Misa, el single comercial  Pie Jesu fue lanzado con extractos del Réquiem, en beneficio de la fundación Save The Children. 
- Pie Jesu (7"):

- Pie Jesu
- Recordare

- Pie Jesu (12"):

- Pie Jesu
- Recordare
- Hosanna (versión clásica exuberante de Placido Domingo)

El sencillo  "Pie Jesu", se puso en cabeza en las carteleras al vender durante el primer día 25.000 copias, un gran éxito al tratarse de una canción que está en latín.
- Datos: Q1128394